# Atmosphères
Atmosphères es una obra del compositor húngaro György Ligeti. Está escrita a principios del verano de 1961, bajo un encargo del Donaueschingen Festival, de la región alemana de Baden-Baden. La obra se estrenó en octubre del mismo año y la partitura fue publicada dos años después por Universal Edition. Es una obra escrita para "gran orquesta sin percusión" (marca de la pronta separación de su autor de las entonces vanguardias ortodoxas, que solían hacer un uso megalítico de esta sección orquestal). Está dedicada a M. Seiber ("in memoriam"), un compositor húngaro que acababa de morir en un accidente de tráfico.
Hay dos ideas fundamentales plasmadas en Atmosphères: Klangflachenkomposition o composición por superficies sonoras, y micropolifonía. Sin embargo, y salvando las distancias, podemos establecer relaciones entre esta obra y otras anteriores, como el movimiento "Farben" de las Cinco piezas para orquesta Op. 16 de Arnold Schönberg o el tercero de los Altenberglieder Op. 4 de Alban Berg, ya que ambas se basan en la permanencia estática de un acorde mientras se cambia la orquestación.
También podemos encontrar en la obra características esencialmente derivadas de la música electrónica que se hacía entonces en el estudio de Colonia: los compositores del estudio diferenciaban entre sonidos "estacionarios" y "no estacionarios". Ligeti transfiere entonces estas dos tipologías de sonido a los clústers cromáticos, según el movimiento interno y la "rugosidad" y calidad de los sonidos.
Finalmente, el aspecto contrapuntístico lo podemos derivar directamente de los estudios hechos por Ligeti de la polifonía renacentista de la escuela francoflamenca, y en particular de Ockeghem. De este último destaca en sus escritos el interés por la continuidad musical que el húngaro resucita: la música continua, el avance sin desarrollo y sin puntos culminantes.
Atmosphères se estrenó el 22 de octubre de 1961 en el Donauseschinger Musiktage y alcanzó pronto fama internacional, haciendo sombra incluso a su obra anterior: Apparitions. De hecho, de Apparitions sólo existen tres grabaciones, mientras que podemos encontrar Atmosphères en once CD diferentes.24 Antes de su estreno, Ligeti se alarmó al comprobar que Hans Rosbaud, que iba a dirigir su obra, estaba haciendo una interpretación demasiado seccional, no respetando así el concepto de música estática que Ligeti tanto había buscado. Sin embargo, sólo fue necesaria una breve conversación para que Rosbaud cambiara su percepción de la obra. Así, el propio Ligeti consideró la primera interpretación realizada de Atmosphères como la mejor que había escuchado. Fue tal el éxito que logró esta obra en su estreno que tuvieron que repetirla de nuevo nada más finalizarla. Ligeti dedicó Atmosphères a la memoria de Matyas Seiber, compositor y gran amigo suyo, que había fallecido en un accidente de coche el año anterior, en 1960.
Las innovaciones técnicas que realizó Ligeti en Atmosphères fueron significativas para sus obras posteriores, pues recurrió a ellas en numerosas ocasiones. Por ejemplo, la superposición de secciones de sonido o el uso de trompetas en un registro muy bajo (empleado también en el Réquiem que escribiría posteriormente).
Atmosphères ha intentado ser descifrada y representada en varias ocasiones, como en los diagramas realizados por Erkki Salmenhaara, por un lado, y Auntunes E. Beurmann y Albrecht Schneider, por otro.
Gran parte de la música de Ligeti fue usada por el director de cine Stanley Kubrick. En su película de 1968, “2001: Odisea en el espacio”, utilizó parte de Atmosphères como introducción de la película. 
Sin embargo, Ligeti era desconocedor de este asunto y, por ende, se mostró fuertemente indignado (a pesar de su admiración por el filme) ya que habían utilizado su música sin su consentimiento y no había recibido ninguna retribución por ello, por lo que se vio obligado a demandar. Sin embargo, gracias a esta película Ligeti logró una fama mundial todavía mayor.
A Atmòspheres le siguieron otras obras que rompieron con el camino anterior del compositor, pues poco o nada tenían que ver con esta idea de bloques de sonido de transformación progresiva.
En definitiva, gracias a Atmosphères Ligeti logró tanto la ruptura con las estructuras de intervalos y el ritmo como el desarrollo de la “micropolifonía”, gracias a la cual llegó a reflejar en sus obras una textura de fibras de una densidad en constante transformación. Estas dos características formaron a partir de entonces parte de su lenguaje como compositor y le distinguieron del resto de músicos de su generación.

## Elementos musicales generales
Podemos hacer una distinción de los elementos que Ligeti plasma en esta obra, diferenciando varios aspectos de los que suelen constituir la construcción de la música:
- En el aspecto instrumental: el uso de la orquesta con vientos a cuatro sin percusión y con muchos efectos sonoros.
- En el aspecto textural (base de la obra): composición mediante superficies sonoras (la Klangflachenkomposition antes citada).
- En el aspecto armónico: el uso de clústers diatónicos y cromáticos y la gradación en amplitud de su registro, de la posición de este registro y de la orquestación.
- En el aspecto contrapuntístico: micropolifonía o polifonía saturada, compuestas de multitud de líneas melódicas que el oído no puede individualizar, así como cánones en muchas partes con finalidades de gradación de textura y registro.
- En el aspecto rítmico: contraste entre secciones de ritmo de superficie estático y dinámico, y entre las duraciones de estas secciones, aparte de la polirritmia y politempo que ya hemos mencionado.
- Desde un punto de vista compositivo global: planteamiento de la alternativa entre total control o total azar en la construcción.

El análisis que sigue a continuación está hecho por parámetros. Sin embargo, uniremos los aspectos textural y armónico en uno, y también lo haremos con contrapunto y ritmo, porque una separación forzada de estos elementos, que en esta obra actúan juntos y en una misma dirección, sería contraproductiva.

### El concepto de música estática
Empezó a desarrollar el concepto de música estática (que emplearía en Atmosphères) en 1950; él buscaba una música sin una melodía reconocible, en la que el oyente no fuera capaz de diferenciar sus diferentes partes, de manera que esta música avanzaría de forma extremadamente gradual y progresiva. Sin embargo, cuando concibió esta idea no consideró ser poseedor de los conocimientos necesarios como para llevarla a la práctica, al menos no en aquel momento. Cuando llegó a Occidente, lo hizo con la intención de seguir explorando y desarrollando esta idea de música estática.
El propio Ligeti afirma que el recuerdo de un sueño de su infancia ejerció una gran influencia en las obras que compuso a finales de los años cincuenta:
“En mi niñez temprana soñé una vez que no podía hacerme camino hacia mi cama (que tenía barras y para mí significaba un refugio) porque la habitación entera estaba llena de una tela finamente hilada pero densa y enmarañada [...]. Cada movimiento de un insecto inmovilizado causaba que la red entera comenzara a temblar [...]. Estos eventos periódicos y producidos de repente alteraron de forma gradual la estructura interna de la red, que se hizo más enmarañada [...]. Estas transformaciones eran irreversibles; no podía ocurrir ningún estado anterior Había algo inexpresablemente triste en este proceso: la desesperanza del tiempo transcurrido y del pasado irrecuperable.”

### Recursos instrumentales
La gran orquesta de Ligeti, como hemos dicho, no tiene percusión, cosa que le confiere de entrada un carácter especial. Debemos tener en cuenta que, en esa época, el uso de esta sección orquestal había adquirido una complejidad enorme, y los compositores basaban gran parte de las ideas musicales en esta sección, hecho evidentemente derivado de la preponderancia del ritmo como elemento distintivo de las corrientes musicales del siglo XX.
Volviendo a lo que nos ocupa, podemos definir la plantilla orquestal de Ligeti rápidamente como una orquesta con vientos a cuatro sin percusión:
- 4 flautas (todas con flautín accesorio)
- 4 oboes
- 4 clarinetes [suponemos que en Si b] (el cuarto también con requinto)
- 3 fagotes + 1 contrafagot
- 6 trompas
- 4 trompetas
- 4 trombones
- Tuba
- Piano (aquí encontramos la percusión: Ligeti pide dos percusionistas para tocar el piano)
- 14 primeros violines
- 14 segundos violines
- 10 violas
- 10 violonchelos
- 8 contrabajos

Hay que decir que existe un planteamiento particular en la forma que Ligeti tiene de ver la orquesta, ya que escribe partes individuales para cada uno de los instrumentos de cuerda.
Por otro lado, vale la pena citar al menos el sonido que pide para el piano: dos instrumentistas, preferentemente percusionistas como hemos dicho, se sitúan uno a cada lado (también dice que es mejor cada uno con un piano, si es posible) con diferentes tipos de cepillos que son minuciosamente descritos. Después les pide que froten, en sentidos opuestos para evitar el efecto glissando, las cuerdas arriba y abajo.
Otro aspecto instrumental que hay que comentar es la gran variedad de modes de jeu que utiliza con las cuerdas: sul ponticello, getatto, sordinas, col legno, etc. Es la muestra de que este grupo ocupa un papel central en la obra, y que su ductilidad sonora es la que más interesa a Ligeti, al menos en la creación de este tipo de texturas.

### Recursos de textura y armonía
Para introducir el concepto, para nosotros central, de la composición mediante superficies sonoras, hace falta primero explicar lo que se entiende como textura pandiatónica. Hay dos formas de entender este tipo de textura:
- Utilizando todo el conjunto de notas como acorde. Esto tiene una interpretación armónica y que evita las melodías.
- Dando validez a cualquier combinación de sonidos del conjunto en uso. Esta visión es más horizontal.

En este punto es cuando podemos entender la técnica de la Klangflachenkomposition como una mezcla de concepción armónica, en la cual lo que realmente marca el progreso de la armonía es el proceso mismo de agregación o substracción de notas al cluster, y de concepción textural global, ya que estas masas sonoras son utilizadas como superficies sonoras sobre las que se guía el todo de la obra.

### Recursos de contrapunto y ritmo
A pesar de que la micropolifonía se puede entender como una textura, se considera más adecuado incluir su descripción en el apartado contrapuntístico porque la parte de diálogo entre voces y de agregaciones rítmicas se puede configurar aparte de la armónica, aunque acaban siendo un todo.
En resumen, se puede decir que esta técnica se basa en un planteamiento muy simple: la construcción de un tejido en el cual las voces individuales pierden su significado para pasar a formar parte de un entramado complejo. Por otra parte, el procedimiento puede parecer muy libre, pero es necesaria una gran maestría técnica: para que funcione, cada dos voces adyacentes deben tocar en una especie de unísono desenfocado.
En este aspecto, podemos establecer un lazo de conexión entre esta pieza y la polifonía de fines del Renacimiento, ya que se busca el mejor compromiso con la máxima efectividad posible entre lo vertical y lo horizontal. Sin embargo, el autor desmiente esta afirmación de una manera rotunda: el sentido de identificación sonora entre el elemento individual y el total se pierde ahora por completo y a propósito, al contrario que en la polifonía clásica.
Otro recurso contrapuntístico, extraído explícitamente (ahora sí) de la polifonía de Ockeghem, es el uso de cánones. Aquí Ligeti los utiliza al unísono o a intervalos pequeños, y siempre a distancias temporales relativamente reducidas.
Si pasamos a aspectos más rítmicos, sin olvidar el contrapunto (ya que en este tipo de música son aspectos realmente difíciles de disgregar), podemos hablar del uso de la polirritmia. Evidentemente, esto va ligado a la micropolifonía, ya que son necesarias una para la otra. Sin embargo, hay otro concepto que no es directamente implicado por la polirritmia y en cambio sí que es utilizado aquí: el politempo. El compositor no se conforma con la sensación de ritmos que chocan, sino que en su intención de crear texturas a todos los niveles, intenta encontrar unas líneas individuales rítmicamente que, una vez juntas, dan a entender una superposición de pies rítmicos muy evocadora. En resumen, la polirritmia tiene dos caras: la micropolifonía y el politempo, y ambos son complementarios.
Respecto al uso del compás que se hace en la partitura, el mismo Ligeti ya aclara que los compases no deben ser nunca entendidos como una acentuación que tenga nada que ver con la pulsación (que es totalmente eliminada), sino que son una simple guía para tocar todos juntos.
El mismo aspecto visto de una forma más global nos puede proporcionar una información ciertamente valiosa respecto a la macroforma. Así, entramos en el concepto, siempre importante en la construcción musical, de las proporciones. Una obra como 'Atmosphères' no se entendería como un todo si no fuese con un equilibrio y contraste balanceados entre secciones, ya que sin esta visión proporcional nos puede parecer una simple y banal colección de hechos sonores experimentales.